# Wyre (Orcadas)
Wyre es una isla que forma parte de las Órcadas, al norte de la costa de Escocia, y al sureste de Rousay. La pequeña, pero habitada isla posee dos importantes monumentos antiguos: 
- El castillo de Cubbie Roo, construido alrededor de 1150, posiblemente el castillo más antiguo de Escocia.
- la incompleta Capilla de Santa María, del siglo XIX.

Wyre es también conocida por su población de foca gris y foca común, y por ser el lugar de nacimiento del poeta Edwin Muir (1887-1959).
- Datos: Q537285
- Multimedia: Wyre, Orkney Islands / Q537285